# Joan Donoghue
Joan E. Donoghue, född 12 december 1956 i Yonkers i USA, är en amerikansk jurist. Hon var domare i internationella domstolen i Haag från 2010 till 2024, och var även domstolens president mellan 2021-2024. Donoghue var den tredje kvinnan att utses till domare i internationella domstolen, som bildades 1945.
År 1978 tog hon examen i Rysslandsstudier och biologi vid University of California, Santa Cruz,  och erhöll sin Juris doctor från University of California, Berkeley School of Law 1981.